# JC Aragone
Juan Cruz „JC” Aragone (ur. 28 czerwca 1995 w Buenos Aires) – amerykański tenisista.

## Kariera tenisowa
Podczas swojej kariery wygrał dwa turnieje deblowe rangi ATP Challenger Tour.
W 2017 roku zadebiutował w imprezie Wielkiego Szlema podczas singlowego turnieju US Open. Po wygraniu trzech meczów w eliminacjach odpadł w pierwszej rundzie turnieju głównego po porażce z Kevinem Andersonem.
W rankingu gry pojedynczej najwyżej był na 224. miejscu (17 grudnia 2018), a w klasyfikacji gry podwójnej na 153. pozycji (30 września 2019).

### Zwycięstwa w turniejach ATP Challenger Tour w grze podwójnej
| Końcowy wynik | Nr | Data          | Turniej      | Nawierzchnia  | Partner       | Przeciwnicy                              | Wynik finału |
| ------------- | -- | ------------- | ------------ | ------------- | ------------- | ---------------------------------------- | ------------ |
| Zwycięzca     | 1. | 3 marca 2019  | Indian Wells | Twarda        | Marcos Giron  | Darian King Hunter Reese                 | 6:4, 6:4     |
| Zwycięzca     | 2. | 14 lipca 2019 | Winnetka     | Twarda (hala) | Bradley Klahn | Christopher Eubanks Thai-Son Kwiatkowski | 7:5, 6:4     |